# Fausto Radici
Fausto Radici (* 24. September 1953 in Bergamo; † 14. April 2002 in Peia, Valle Seriana) war ein italienischer Skirennläufer. Zwischen 1973 und 1978 gehörte er zu den stärksten Slalomläufern des Alpinen Weltcups. Nach dem Ende seiner Sportlaufbahn übernahm er die Leitung des elterlichen Textilunternehmens.

## Biografie
Radici wurde als Sohn des wohlhabenden und einflussreichen Bergamasker Unternehmers Gianni Radici geboren. Im Alter von drei Jahren verlor er durch ein Glaukom die Sehkraft seines linken Auges. Trotz dieser Einschränkung seines Gesichtsfeldes, die insbesondere bei diffusen Lichtverhältnissen zum Handicap wurde, entwickelte er sich zu einem der besten Slalomfahrer der Welt. Zusammen mit seinen Teamkollegen Gustav Thöni und Piero Gros war er Mitte der 1970er Jahre einer der wenigen Skifahrer, die die Dominanz des Schweden Ingemar Stenmark in Slalomrennen zu brechen vermochten.
Radicis Erfolgsserie begann im Dezember 1973, als er sich beim Riesenslalom von Val-d’Isère erstmals unter den besten zehn platzieren konnte. In der Folge blieb er insbesondere im Slalom konstant in der Spitzengruppe. Zwischen Dezember 1973 und Januar 1978 erreichte er bei Weltcuprennen 29 Mal die besten zehn. Seine größten Erfolge feierte er mit dem Gewinn der Slalomrennen von Garmisch-Partenkirchen im Januar 1976 sowie in Madonna di Campiglio (3-Tre-Rennen) im Dezember 1976. Bei seiner einzigen Olympiateilnahme 1976 in Innsbruck schied er als einer der Favoriten im Slalom aus. Im Riesenslalom erreichte er Rang 7. Auch bei seinen zwei Weltmeisterschaftsstarts im Slalom 1974 und 1978 kam er nicht ins Ziel.
Nach dem Rückzug aus der Skinationalmannschaft übernahm Radici die erfolgreiche Leitung des Textilunternehmens seiner Eltern und führte es zu einem Jahresumsatz von 1,5 Mrd. Euro (2000). Am Abend des 14. April 2002 wurde er unweit seines Wohnhauses in einem Holzschuppen tot aufgefunden. Er hatte sich mit einer Pistole in den Kopf geschossen. Radici war mit der ehemaligen Skirennläuferin Elena Matous verheiratet. Gemeinsam hatte das Paar einen Sohn und eine Tochter.

## Erfolge

### Olympische Spiele
- Innsbruck 1976: 7. Riesenslalom

### Weltcup
- Saison 1973/74: 7. Slalom-Weltcup
- Saison 1974/75: 6. Slalom-Weltcup
- Saison 1975/76: 5. Slalom-Weltcup
- Saison 1976/77: 7. Slalom-Weltcup
- 5 Podestplätze, davon 2 Siege:

| Datum             | Ort                    | Land        | Disziplin |
| ----------------- | ---------------------- | ----------- | --------- |
| 5. Januar 1976    | Garmisch-Partenkirchen | Deutschland | Slalom    |
| 19. Dezember 1976 | Madonna di Campiglio   | Italien     | Slalom    |

### Italienische Meisterschaften
- italienischer Meister im Slalom 1974